# Logan Sargeant
Logan Hunter Sargeant (Fort Lauderdale, Florida, 31 december 2000) is een Amerikaans autocoureur die tot 27 augustus 2024 uitkwam in de Formule 1 voor het team van Williams.

## Carrière

### Karting
Sargeant begon zijn autosportcarrière in karting in 2008. In zijn eerste jaar reed hij vooral in Amerikaanse kampioenschappen, voordat hij in 2009 naar Europa verhuisde om daar deel te nemen aan kampioenschappen. Vele van deze kampioenschappen wist hij winnend af te sluiten, met als hoogtepunt de wereldtitel in de KF Junior-klasse in 2015, waarmee hij de eerste Amerikaan sinds Lake Speed in 1978 werd die een belangrijk kartkampioenschap in Europa won.

### Formule 4
In het winterseizoen 2016-2017 maakte Sargeant zijn debuut in het formuleracen waarbij hij zijn Formule 4-debuut maakte in het eerste Verenigde Arabische Emiraten Formule 4-kampioenschap als coureur van Motopark. Hoewel hij geen races won, stond hij in vijftien van de achttien officiële races op het podium en werd hij achter teamgenoot Jonathan Aberdein tweede in de eindstand met 261 punten. Aansluitend debuteerde hij in het Britse Formule 4-kampioenschap bij het team Carlin. Hij won aan het eind van het seizoen zijn eerste twee races in de formulewagens op de Rockingham Motor Speedway en op Silverstone en werd zo achter Jamie Caroline en Oscar Piastri derde in het klassement met 356 punten. Dat jaar nam hij eveneens deel aan een aantal raceweekenden in de V de V Challenge Monoplace, de Eurocup Formule Renault 2.0 en de Formule Renault 2.0 NEC voor het team R-ace GP, waarbij hij in de V de V een race won op het Circuit Paul Ricard.

### Formule Renault
In 2018 maakte Sargeant de fulltime overstap naar de Eurocup Formule Renault 2.0 voor R-ace GP. In de seizoensopener op het Circuit Paul Ricard won hij zijn eerste race in dit kampioenschap en later in het seizoen voegde hij hier zeges op de Nürburgring en de seizoensfinale op het Circuit de Barcelona-Catalunya aan toe. Met 218 punten werd hij achter Max Fewtrell, Christian Lundgaard en Ye Yifei vierde in het eindklassement. Tevens eindigde hij achter Lundgaard als tweede in het rookiekampioenschap. Hiernaast nam hij deel aan de Formule Renault 2.0 NEC voor R-ace GP, maar kwam hij na de eerste twee raceweekenden niet meer in aanmerking voor kampioenschapspunten. Met een zege op het Autodromo Nazionale Monza die wel meetelde voor het kampioenschap en een overwinning op de Nürburgring die niet meetelde voor punten werd hij vijfde in deze klasse met 87 punten.

### Formule 3
In 2019 maakte Sargeant zijn Formule 3-debuut in het nieuwe FIA Formule 3-kampioenschap bij Carlin, nadat hij voorafgaand aan het seizoen al voor de teams Jenzer Motorsport, Trident Racing en MP Motorsport had getest. Hij kende een moeilijk debuutseizoen waarin hij slechts viermaal punten scoorde, met twee achtste plaatsen op het Circuit Paul Ricard en de Hungaroring als beste klasseringen. Met 5 punten eindigde hij als negentiende in het klassement.
In 2020 bleef Sargeant actief in de FIA Formule 3, waarin hij overstapte naar Prema Racing. Zijn resultaten verbeterden flink en al in de eerste race op de Red Bull Ring behaalde hij zijn eerste podiumfinish. Desondanks duurde het tot het vijfde raceweekend op Silverstone tot hij zijn eerste zege boekte. Ook op Spa-Francorchamps wist hij een race te winnen. In totaal stond hij gedurende het seizoen zesmaal op het podium. Tot in de laatste race op het Circuit Mugello was hij verwikkeld in de strijd om het kampioenschap, maar in deze beslissende race viel hij al in de eerste ronde uit door een crash. Met 160 punten werd hij achter Oscar Piastri en Théo Pourchaire derde in de eindstand.
In 2021 leek het er lange tijd op dat Sargeant geen zitje zou vinden, maar een week voor de seizoensopener van de FIA Formule 3 werd hij bevestigd bij het team Charouz Racing System. Hij bleef het gehele seizoen voor dit team rijden, en hij behaalde drie podiumplaatsen voordat hij tijdens het laatste raceweekend op het Sochi Autodrom zijn enige overwinning van het seizoen behaalde. Met 102 punten werd hij zevende in het kampioenschap. 

### Formule 2
Aan het eind van 2021 debuteerde hij in de Formule 2 bij het team HWA Racelab tijdens het  raceweekend op het Jeddah Corniche Circuit  als vervanger van Jake Hughes.
In 2022 maakt Sargeant zijn debuut als coureur bij het Formule 2 team van Carlin. Hij behaalde podiumplaatsen in Barcelona en op het Baku City Circuit, voordat hij op Silverstone zijn eerste zege boekte. Ook in het daaropvolgende weekend op de Red Bull Ring won hij een race. In de rest van het seizoen stond hij niet meer op het podium, maar op Paul Ricard behaalde hij wel een pole position. Met 148 punten werd hij achter Felipe Drugovich, Théo Pourchaire en zijn teamgenoot Liam Lawson vierde in de eindstand.

### Formule 1
Sargeant maakte zijn Formule 1-debuut voor Williams-Mercedes tijdens de eerste vrije training van de Grand Prix van de Verenigde Staten op 21 oktober 2022. Hij reed een tijd van 1:40.325 en werd daarmee negentiende.
Op 20 november 2022 werd bekend dat Sargeant in 2023 voor het team van Williams in de Formule 1 zal rijden, hij gebruikt startnummer 2. Op 1 december 2023 kwam naar buiten dat Sargeant ook in 2024 aan het team van Williams verbonden zal blijven. Op 27 augustus 2024 werd bekend dat Logan ontslagen werd bij Williams en werd vervangen door Franco Colapinto.

## Formule 1-carrière

### Team
| Jaar/Jaren  | Team                              |
| ----------- | --------------------------------- |
| 2022        | Williams Racing (als testcoureur) |
| 2023 - 2024 | Williams Racing                   |

### Statistiek
|                       | 2023 | 2024 | Totaal         |
| --------------------- | ---- | ---- | -------------- |
| Aantal races          | 22   | 15   | 37 (36 starts) |
| Aantal zeges          | 0    | 0    | 0              |
| Aantal pole-positions | 0    | 0    | 0              |
| Aantal snelste rondes | 0    | 0    | 0              |
| Aantal podiumplaatsen | 0    | 0    | 0              |
| Aantal WK-punten      | 1    | 0    | 1              |
| Eindstand WK          | 21   | 23   |                |

### Formule 1-resultaten
| Kleur  | Resultaat                       |
| ------ | ------------------------------- |
| Goud   | Winnaar                         |
| Zilver | Tweede plaats                   |
| Brons  | Derde plaats                    |
| Groen  | Gefinisht (punten behaald)      |
| Blauw  | Gefinisht (geen punten behaald) |
| Blauw  | Niet geklasseerd (NC)           |
| Paars  | Uitgevallen (DNF)               |
| Rood   | Niet gekwalificeerd (DNQ)       |

| Kleur  | Resultaat                              |
| ------ | -------------------------------------- |
| Zwart  | Gediskwalificeerd (DSQ)                |
| Wit    | Niet gestart (DNS)                     |
| Blanco | Gewond (INJ)                           |
| Blanco | Uitgesloten (EX)                       |
| Blanco | Teruggetrokken (WD) / Niet deelgenomen |
| P      | Poleposition                           |
| S      | Snelste ronde                          |

| Jaar | Inschrijving    | Chassis       | Motor                            | 1      | 2      | 3       | 4      | 5      | 6       | 7      | 8       | 9       | 10     | 11      | 12     | 13      | 14     | 15     | 16      | 17      | 18     | 19      | 20     | 21     | 22     | 23    | 24    | Pos | Punten |
| ---- | --------------- | ------------- | -------------------------------- | ------ | ------ | ------- | ------ | ------ | ------- | ------ | ------- | ------- | ------ | ------- | ------ | ------- | ------ | ------ | ------- | ------- | ------ | ------- | ------ | ------ | ------ | ----- | ----- | --- | ------ |
| 2022 | Williams Racing | Williams FW44 | Mercedes F1 M13 E Performance V6 | BHR 0  | SAR 0  | AUS 0   | EMI 0  | MIA 0  | SPA 0   | MON 0  | AZE 0   | CAN 0   | GBR 0  | OOS 0   | FRA 0  | HON 0   | BEL 0  | NED 0  | ITA 0   | SIN 0   | JPN 0  | VST TC  | MXS TC | SAP TC | ABU TC |       |       | -   | -      |
| 2023 | Williams Racing | Williams FW45 | Mercedes F1 M14 E Performance V6 | BHR 12 | SAR 16 | AUS 16† | AZE 16 | MIA 20 | MON 18  | SPA 20 | CAN DNF | OOS 13  | GBR 11 | HON 18† | BEL 17 | NED DNF | ITA 13 | SIN 14 | JPN DNF | QAT DNF | VST 10 | MXS 16† | SAP 11 | LSV 16 | ABU 16 |       |       | 21  | 1      |
| 2024 | Williams Racing | Williams FW46 | Mercedes F1 M15 E Performance V6 | BHR 20 | SAR 14 | AUS WD  | JPN 17 | CHN 17 | MIA DNF | EMI 17 | MON 15  | CAN DNF | SPA 20 | OOS 19  | GBR 11 | HON 17  | BEL 17 | NED 16 | ITA 0   | AZE 0   | SIN 0  | VST 0   | MXS 0  | SAP 0  | LSV 0  | QAT 0 | ABU 0 | 23  | 0      |

- † Uitgevallen maar wel geklasseerd omdat er meer dan 90% van de race-afstand werd afgelegd.